# Uadi Natuf
Uadi Natuf (árabe: وادي الناطوف, Uadi al-Natuf o Wadi en-Natuf; hebreo: נחל נטוף) es un río (uadi) situado en Cisjordania, en el norte de la gobernación palestina de Ramala y al-Bireh, que llega hasta Israel y acaba desembocando en el río Ayalon. 
A finales de los años 1920 se identificó una cultura mesolítica en el Oriente Próximo, en las colinas occidentales de Judea, en su primera aproximación, en un yacimiento en una cueva del uadi en-Natuf, por lo que se la llamó cultura natufiense, una cultura arqueológica prehistórica de la región del Levante mediterráneo.
El nombre de cultura natufiense lo estableció la arqueóloga británica Dorothy Garrod después de las excavaciones en un yacimiento muy importante, la cueva de Shuqba en este uadi, en territorio del actual Estado de Palestina, pero entonces, mandato británico de Palestina.
Junto con la cueva de Shuqba, el uadi Natuf ha sido nominado tentativamente Patrimonio de la Humanidad de la UNESCO en el Estado de Palestina.